# 黎明前的拉达克
《黎明前的拉达克》是一部2017年印度印地语电影，讲述一对兄弟在1962年中印边境战争背景下的故事，翻拍自2015年美国二战题材电影《小男孩》。本片由卡比尔·汗执导，薩爾曼·汗、苏海尔·汗、歐姆·普利和朱珠等主演。于2017年6月23日公映。
本片上映后收获了广泛的负评，IMDb评分不足4分。但在票房方面成绩不错，上映10天票房达2500万美元，最终票房收报2600万美元。

## 剧情
故事设定在印度库马盎一座宁静的小镇。哥哥拉克斯曼有先天智力障碍，常常被人嘲笑，弟弟巴拉特一直出头保护哥哥。父亲酗酒驾车死于坠崖，两人由镇上的长者Banne抚养，长大成人。1962年9月，印度陆军途径小镇征兵，打破了久违的宁静。兄弟俩都应征报名，但哥哥拉克斯曼因行动笨拙被刷下，只有弟弟巴拉特入伍，加入库马盎联队。
当巴拉特的分队刚到前线，中印边境战争就已经打响，印军遭到解放军猛烈进攻丢失哨所。正在局势紧张之时，一位中国女人带着儿子来到小镇附近住下，引起众人警觉。心地善良的拉克斯曼前去和中国母子打交道，了解到两人的身世为华裔印度人，来到小镇只是为了避难，三人最终成为了朋友。
前线士兵阵亡的消息传达小镇，众人悲伤不已，加剧了众人与拉克斯曼和母子三人的矛盾。正在这时，拉克斯曼施展“神迹”造成地震，众人终于信服。些许时日后，前线停火的消息传来，小镇一片欢腾。军方在统计伤亡时发现了巴拉特的铭牌，将其阵亡通知拉克斯曼，拉克斯曼悲痛不已。
而实际上巴拉特并没有阵亡。先前他和战友被解放军俘虏并押送时，遇到印军拦截，双方爆发激战。他和另一名战友试图趁乱逃跑，不料途中被一发子弹打倒，为了给另一名战靴已破的战友逃跑机会，巴拉特让战友换上自己的战靴（靴上挂有铭牌）逃跑，战友换上后未跑两步亦被打倒。印军打扫战场时，确认换靴战友已阵亡，而巴拉特则重伤昏迷。根据铭牌，将巴拉特计入阵亡名单。
拉克斯曼得知事情有转机后，赶到前线医院见到失忆的弟弟。拉克斯曼在弟弟面前重现两人以前经历的点点滴滴，终于唤醒了弟弟...

## 演出
| 演員       | 角色               | 介绍                                                                                           |
| 薩爾曼·汗  | 拉克斯曼（Laxman） | 先天智力障碍，被人嘲笑为“日光灯”（Tubelight，即英文片名），心地善良，和弟弟感情真挚            |
| 苏海尔·汗  | 巴拉特（Bharat）   | 拉克斯曼的弟弟，年少时一直保护哥哥，后参军                                                     |
| 歐姆·普利  | Banne              | 小镇长者，抚养拉克斯曼和巴拉特长大，一直提点拉克斯曼                                           |
| 齐尚·艾布  | Narayan            | 小镇青年，对镇上新来的华裔印度人持敌意                                                         |
| 朱珠       | Liling             | 华裔印度人，曾祖父一辈即移民至印度。丈夫过世，亲人被投入监狱，只身携儿子到从加尔各答到小镇避难 |
| 沙·魯克·罕 | Goga Pasha         | 魔术师，友情客串                                                                               |